# HMS Richmond (1757)
HMS Richmond (1757) — 32-пушечный фрегат 5 ранга Королевского флота. Головной корабль одноимённого типа. Четвёртый корабль Его величества, названный в честь герцогов Ричмонд.

## Постройка
Согласно практике Военно-морского комитета создавать конкурирующие проекты от двух сюрвейеров, тип Richmond (одобрен 12 марта 1756) строился по чертежам Уильяма Бейтли параллельно типу Southampton, у частных подрядчиков. Корабли получились быстрее своих конкурентов и гораздо острее на курсе, а верхнюю палубу не заливало даже при высокой волне.
Richmond был первым. Заказан 12 марта 1756 года. Контракт на постройку был выдан верфи 16 апреля 1756 года, со сроком спуска 15 апреля 1757 года (12 месяцев). Название присвоено 25 марта 1756 года. Заложен в апреле 1756 года, на частной верфи John Buxton в Дептфорде. Спущен на воду в 12 ноября 1757 года. Достроен 7 декабря 1757 года на королевской верфи в Дептфорде.

## Служба

### Семилетняя война

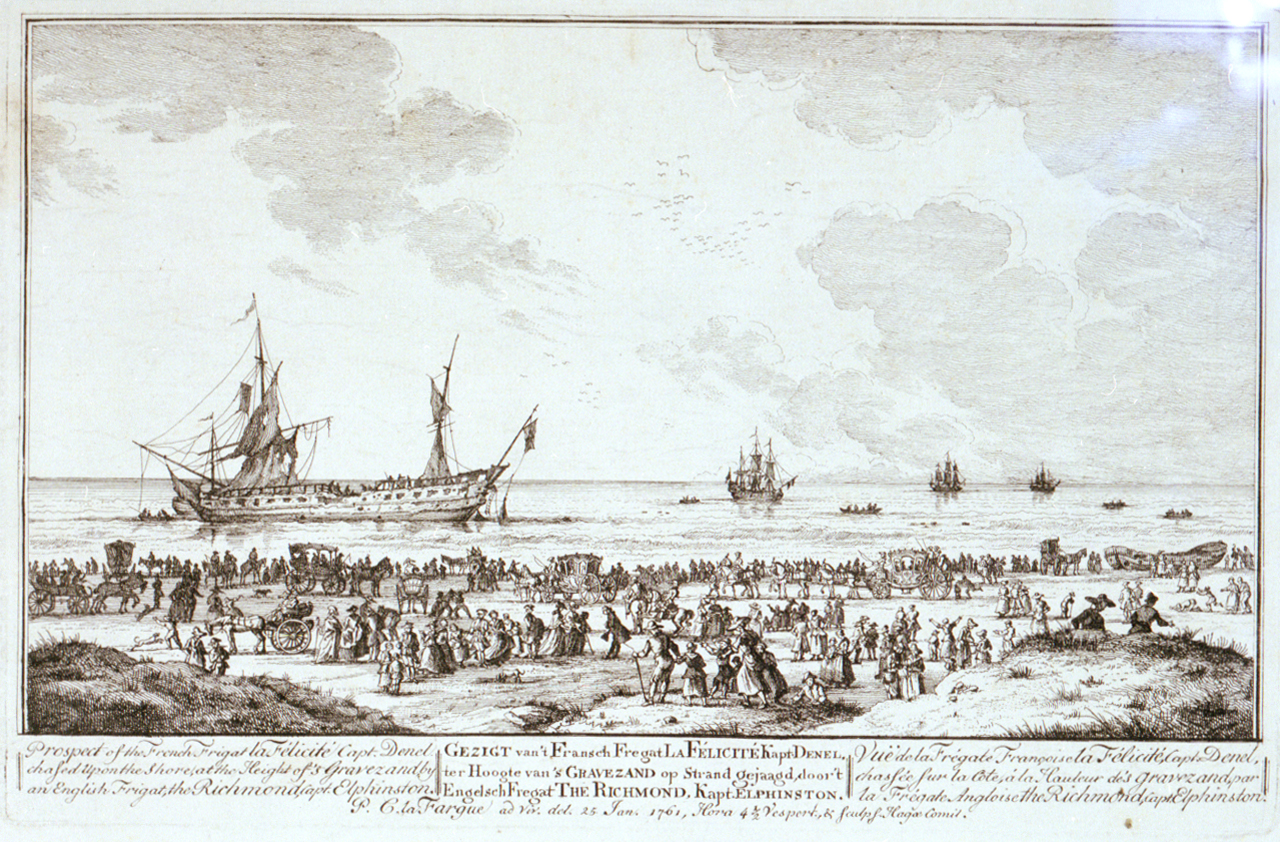
Felicité, загнанная на голландский берег

Вступил в строй в апреле 1757 года, капитан Александр Шломберг (англ. Alexander Schlomberg).
1758 — капитан Томас Ханкерсон (англ. Thomas Hankerson); 2 февраля взял французский корсар Comte d’Argenson; 20 февраля взял французский корсар Villemure; март-сентябрь, в операциях при Шербуре, Сен-Мало и Сент-Каст; 13 декабря взял французский корсар L’Enterprenante.
1759 — март (?), капитан Джордж Гамильтон (англ. George Hamilton, ум. 1760); 13 марта ушёл в Северную Америку; позже был при Квебеке; зимовал в Америке; взял 8-пушечный L’Enterprenant из Дюнкерка.
1760 — капитан Джон Эльфинстон, в реке Св. Лаврентия.
1761 — 24 января у Шевенингена уничтожил французский 32-пушечный фрегат Felicité;
В ходе крейсерства у фламандского берега, 23 января получил сведения, что французский фрегат взял торговое судно Dorothy & Esther, капитан Уильям Бенсон (англ. William Benson), и затребовал выкуп. Капитан Эльфинстон немедленно пошел на поиск, и обнаружил француза тем же вечером, около 11 часов. Некоторое время тот спускался на Richmond, но неожиданно увалился и сделал попытку уйти. Капитан Эльфинстон начал преследование, и настиг его примерно в половине одиннадцатого на следующее утро, после чего начался бой; оба корабля направлялись в сторону берега. В половине первого оба рядом сели на мель, и короткое время продолжали бой, а затем французы бежали со своих постов. Вскоре после этого Richmond снялся с мели, а противник покинул корабль, который был полностью разбит. Француз оказался Felicité (32), направлявшийся на Мартинику с грузом, оцененным в 30 000 фунтов стерлингов. Его капитан Донель (фр. Donell) был убит, и еще 100 человек убиты или ранены. Richmond потерял только 3 убитыми и 13 ранеными.
Бой, произошедший примерно в 8 милях от Гааги, наблюдали юный принц Оранский, генерал Йорк (англ. Joseph Yorke, 1st Baron Dover), граф д’Аффре и многоие другие. Напарник Felicité — Hermione, фрегат равной силы и ценности, был потерян при выходе из Дюнкерка.
11 июля взял корсар L’Aucheur (sic!); 15 августа в London Gazette появилось сообщение:

Капитан Эльфинстон, корабль Его величества Richmond, дает отчет в письме от 9-го сего месяца с ярмутского рейда, о том как, находясь у берегов Норвегии, взял французский приватир под названием le Faucheur, имеющий 6 пушек, 8 фальконетов и 40 человек, с одним человеком на выкуп на борту.
Оригинальный текст (англ.)Capt. Elphinston of his majesty's ship Richmond, gives an account in his letter dated in Yarmouth roads, 9th. instant, that while he was on the coast of Norway, he took a French privateer called le Faucheur, with six carriage and eight swivel guns and 40 men, with one ransomer on board.

25 ноября взял корсар L’Epervier.
1762 — 4 января взял 14-пушечный корсар Béarnoise из Байонны; 8 февраля ушёл на Ямайку; 6 июня−13 августа в операциях под Гаваной.
1763 — капитан Стэр Дуглас (англ. Stair Douglas); выведен в резерв и рассчитан.

### Межвоенный период
1764 — сентябрь, обследован, записей о ремонте нет.
1771 — 8 апреля повторно обследован; март, капитальный ремонт в Дептфорде по апрель 1773 года.

### Американская война за независимость
1776 — март-июнь, оснащение в Чатеме; возвращен в строй в марте, капитан Джон Гидойн (англ. John Gidoin); 9 сентября ушёл в Северную Америку.
1778 — 22 июля был при Санди-Хук; 11 августа при столкновении флотов Хау и д’Эстена; 15 августа взял американский приватир Black Prince; зимовал в Северной Америке.
1779 — январь, вышел на помощь Джерси; 13 мая был в бухте Канкаль; взял 26-пушечный французский Danaë; июнь-август, оснащение и обшивка медью в Чатеме, для службы в Канале; возвращен в строй в июле, капитан Чарльз Хадсон (англ. Charles Hudson).
В конце года капитан Хадсон получил приказ идти в Северную Америку, и в декабре вышел из Корка, вместе с фрегатом HMS Raleigh сопровождая флот транспортов снабжения и «купцов».
1780 — 13 июля взял американский приватир Portsmouth Hero.
1781 — 5 сентября был при Чесапике, репетовал сигналы; 11 сентября в заливе Чесапик взят французскими Bourgogne (74) и Aigrette (32).
В сентябре он был придан флоту контр-адмирала Грейвза. Richmond и HMS Iris получили приказ войти в Чесапик и срезать буйки, оставленные французами, когда те отдали якорные и бросили якоря на грунте. К несчастью, когда они заканчивали работу, граф де Грасс вернулся и захватил обоих.
Richmond был взят во французскую службу под прежним названием: Le Richmond.

### Французские революционные войны
19 мая 1793 года сожжен на Сардинии, во избежание испанского плена.